# Scanner corporel à ondes millimétriques
Pour les articles homonymes, voir Scanner corporel et Scanner déshabillant.

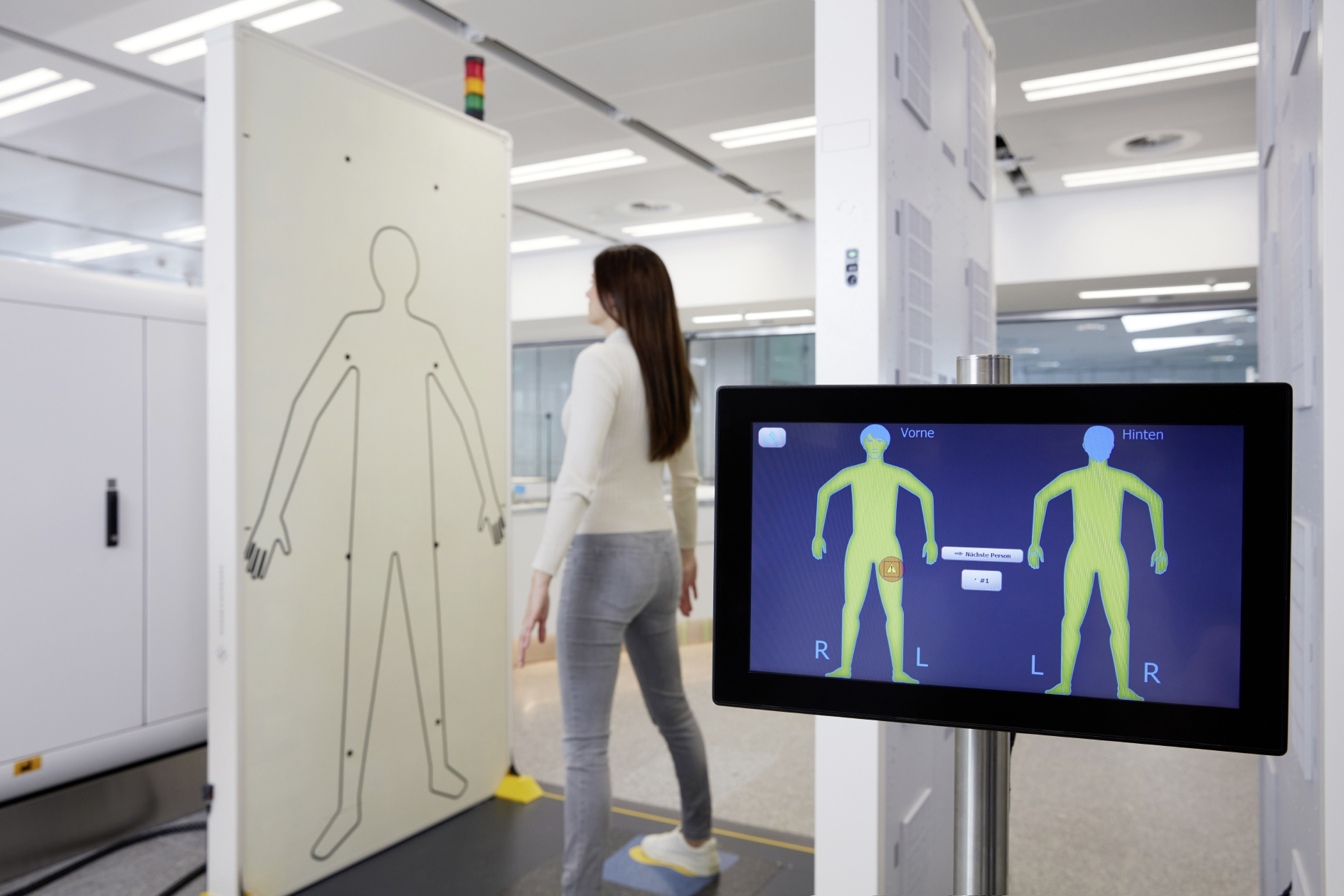
Images provenant d'un scanner corporel à ondes millimétriques.

Un scanner corporel à ondes millimétriques est un type de scanner corporel destiné à assurer la sûreté dans les aéroports en permettant d'inspecter les passagers et de détecter les objets interdits dissimulés sous les vêtements sans avoir recours à la fouille corporelle. Il utilise la technologie des ondes radio millimétriques qui sont des rayonnements térahertz dénommés « rayons T ». Ils ont la propriété de pouvoir s'arrêter à la surface de la peau et de permettre de voir à travers les vêtements, faisant apparaitre le corps en trois dimensions. Grâce à cette technologie, tout est visible et on distingue parfaitement la silhouette, les volumes et les formes.
Leur apparition dans les aéroports a provoqué l'inquiétude de certaines associations, jugeant que l'image très détaillée fournie par ce type de scanner est trop intrusive.
Ce type de scanner est aussi utilisé dans certains ports (ex parking du Terminal Eurotunnel de Coquelles, en France) pour détecter des présences humaines (migrants) dans les camions en partance pour le Royaume-Uni.
Cependant, les ondes millimétriques s'arrêtant au niveau de la peau, un scanner corporel serait incapable de détecter un explosif caché à l'intérieur du corps, dans le rectum ou dans des implants mammaires par exemple.

## Apparition dans les aéroports
Début 2010, les scanners corporels étaient déjà utilisés aux États-Unis dans 19 aéroports ainsi que dans de rares palais de justice et prisons. En Europe, le projet d'utiliser ce type de scanner avait été abandonné fin 2008, après que l'Union européenne ait émis certaines réserves, certains eurodéputés jugeant « disproportionné de soumettre tous les passagers à ce type de contrôle au nom de la lutte contre le terrorisme ».
La situation a changé après la tentative d'attentat manqué du 26 décembre 2009, quand Umar Farouk Abdulmutallab, un jeune étudiant nigérian de 23 ans, avait tenté de faire exploser en plein vol un Airbus A330 entre Amsterdam et Détroit. Quelques aéroports internationaux européens ont alors décidé d'expérimenter les scanners corporels, afin de pouvoir contrer de nouvelles technologies indétectables avec les moyens habituellement utilisés,,. 
Le terroriste a réussi à déjouer les systèmes de sécurité de l'aéroport d'Amsterdam-Schiphol pourtant jugés très sérieux, en utilisant une nouvelle technique. Il a avoué avoir collé le long de sa cuisse de la poudre de penthrite, un explosif très puissant, afin de passer les contrôles. Puis a tenté de la faire exploser en y mélangeant un liquide inflammable contenu dans une seringue, en se cachant dans les toilettes de l'avion. Sa tentative n'a provoqué qu'une explosion minime et un début d'incendie vite maîtrisé par les passagers. Selon un expert, l'explosif était en quantité largement suffisante pour faire sauter l'avion et l'attentat a été évité grâce à un problème de détonateur. 
Les deux composants utilisés lors de cette tentative d'attentat ne peuvent être détectés par les portiques de sécurité classiques. Des experts ont alors suggéré que l'utilisation de scanners corporels aurait pu éviter ce genre d'attentat.

## Extension de l'usage aux manifestations sportives, récréatives et culturelles
Depuis 2023 et en prévision des Jeux olympiques et paralympiques de 2024, la loi permet l'usage des scanners corporels dans les enceintes accueillant des manifestations sportives, récréatives ou culturelles de plus de 300 personnes. Cet usage est très encadré par le Code de la sécurité intérieure et ne peut être imposé aux personnes, qui peuvent demander à être soumises à une palpation corporelle plutôt qu'à un scanner.

## Impact sur la santé
Contrairement aux rayons X qui ionisent la matière et sont dangereux à hautes doses, les rayonnements térahertz, dénommés « rayons T », sont peu énergétiques et non ionisants, ce qui les rend à priori peu nocifs,. 
En France, le ministère de l'écologie, de l'énergie, du développement durable et de la mer a demandé une enquête sur les risques sanitaires liés à l'utilisation de scanners corporels à ondes millimétriques dans les aéroports. L'Agence française de sécurité sanitaire de l'environnement et du travail (AFSSET) a estimé qu'il n'y avait « pas de risque avéré pour la santé des personnes » sur la base des prescriptions réglementaires du décret n°2002-775 (relatif  aux valeurs limites d’exposition du public aux champs électromagnétiques émis par les équipements utilisés dans les réseaux de télécommunication ou par les installations radioélectriques). Elle recommandait d'instaurer un « contrôle régulier des appareils mis sur le marché » et de « compléter ces contrôles par des mesures régulières in situ pour les appareils en opération, attestant de leur bon fonctionnement ». Dans ses recommandations, l'ANSES précise toutefois le manque d'études et la méconnaissance actuelle des effets de ces ondes électro-magnétiques sur le corps humain, et fait une déclaration qui modère fortement son propos sur l'innocuité de ces appareils.